# Neptune (foguete)
Neptune é a designação de uma série de pequenos veículos de lançamento modulares constituídos por grupos de módulos de foguetes alimentados por pressão simples em desenvolvimento pela Interorbital Systems.

## Características
Cada membro da série de veículos Neptune é montado a partir de vários módulos de propulsão Comuns (CPMs). A capacidade de carga pode ser variada, aumentando ou diminuindo o número de CPM. Um único CPM será levado como um veículo de teste e mais tarde como um foguete de sondagem.

## Versões
| 5 | 9 | 36 |
| - | - | -- |
|   |   |    |

### Neptune 5
O Neptune 5 (anteriormente designado de Neptune 30) é um veículo de lançamento de três estágios capaz de lançar um microssatélite de até 30 kg como carga útil em uma órbita terrestre baixa polar.

### Neptune 7
O Neptune 7 (anteriormente designado de Neptune 45) é um veículo de lançamento de três estágios capaz de lançar um microssatélite de até 45 kg como carga útil em uma órbita terrestre baixa polar.

### Neptune 9
O Neptune 9 (anteriormente designado de Neptune 70) é um veículo de lançamento de três estágios capaz de lançar um microssatélite de até 70 kg como carga útil em uma órbita terrestre baixa polar.

### Neptune 36
O Neptune 36 (anteriormente designado de Netuno 1000) é um veículo lançador de quatro estágios capaz de colocar uma carga útil de até 1000 kg em uma órbita terrestre baixa polar ou acelerar uma carga útil de 190 kg a uma velocidade de escape da Terra.